# Малые десантные корабли на воздушной подушке проекта 12322
Десантные корабли на воздушной подушке проекта 12322 «Зубр» — серия советских и российских высокоскоростных десантных кораблей на воздушной подушке (ДКВП). Это самые большие корабли на воздушной подушке в мире.

## Основное назначение
Корабли предназначены для приёма с оборудованного или необорудованного берега подразделений морских десантов с боевой техникой, перевозки морем, высадки на побережье противника и огневой поддержки десантируемых войск. Кроме того, они могут осуществлять транспортировку мин и постановку минных заграждений.
Благодаря конструктивным особенностям воздушной подушки может передвигаться по земле, обходя небольшие препятствия (рвы и траншеи) и минные заграждения, двигаться по болотам и высаживать десант в глубине обороны противника. Для МДКВП «Зубр» доступно для высадки десантов до 70 % общей длины береговой линии морей и океанов мира.

## История проекта
К концу 1970-х годов советские конструкторы обладали достаточно богатым опытом постройки кораблей на воздушной подушке. К 1970 году были запущены в серию корабли проектов «Скат», «Кальмар» и проект 12321 «Джейран».
Для развития концепции военных судов на воздушной подушке в 1978 году командование ВМФ дало задание «ЦМКБ Алмаз» на создание более мощного десантного корабля. Конструкторское бюро приступило к началу работ, назвав проект 12322 под шифром «Зубр». В план входило увеличение скорости хода, десантной нагрузки и артиллерийского и радиоэлектронного вооружения. Проект, ставший развитием «Джейранов», возглавили главные конструкторы Л. В. Озимов, Ю. М. Мохов и Ю. П. Семёнов, под наблюдением капитана 2 ранга В. А. Литвиненко (позднее капитана 2 ранга Ю. Н. Богомолова) от ВМФ. Оригинальная компоновка корабля являлась заслугой заместителя главного конструктора Г. Д. Коронатова, разработавшего эскизный проект.
Головной МДКВП под номером МДК-95 являлся опытным и построен в 1986 году и, после продолжительных испытаний, вошёл в боевой состав ВМФ в 1988 году. По результатам этих испытаний остальные корабли серии получили некоторые изменения в конструкции.

## Конструкция
Привод нагнетателей воздушной подушки и воздушных винтов на корабле осуществляется от установки М35 суммарной мощностью 50 000 л. с. производства Государственного предприятия «Научно-производственный комплекс газотурбостроения „Зоря“ — „Машпроект“». Образованию воздушной подушки служат 4 нагнетательных агрегата НО-10 с осевым рабочим колесом диаметром 2,5 м. Создание тяги для движения судна осуществляется тремя 4-лопастными реверсивными винтами с принудительным управлением шага. Винты диаметром 5,5 м установлены в кольцевых насадках из полимерных композиционных материалов производства КТБ «Судокомпозит». На кораблях проекта 12322 имеются две электростанции, состоящие из двух газотурбогенераторов мощностью по 100 кВт каждая и главных распредщитов. Управление движением корабля и его техническими средствами происходит централизованно, дистанционно и с использованием элементов автоматизации. Оно осуществляется из главного командного пункта, центрального поста управления и выносных пультов.
Корпуса малых десантных кораблей выполнены цельносварными из высокопрочного коррозионностойкого алюминиево-магниевого сплава. Основная силовая несущая часть корпуса корабля, обеспечивающая прочность и непотопляемость судна, представляет собой понтон прямоугольной формы. Находящаяся на понтоне надстройка разделена двумя продольными переборками на 3 функциональных отсека. В средней части размещён отсек техники десанта с танковыми дорожками и аппарелями. В бортовых отсеках размещены главные и вспомогательные энергоустановки, помещения личного состава десантируемых групп, жилые помещения, системы обеспечения жизнедеятельности и защиты от ОМП (оружия массового поражения). Гибкое ограждение воздушной подушки предназначается для удержания воздушной подушки под корпусом корабля и для обеспечения требуемой высоты подъёма судна над опорной поверхностью (клиренс). Ограждение выполнено двухъярусным: с гибким ресивером и навесными элементами — с крестообразным секционированием воздушной подушки продольным и поперечным килями. Для поддержания комфортных условий на боевых постах, в помещениях десанта и жилых помещениях экипажа предусмотрены системы вентиляции, кондиционирования, отопления, теплозвукоизолирующие покрытия, конструкции из вибродемпфирующего материала, а также созданы нормальные условия отдыха и питания экипажа.

## Десантная вместимость
Корабль способен перевозить:
- 3 основных танка суммарной массой до 150 тонн;
- или 10 бронетранспортёров, суммарной массой до 131 тонны и 140 человек десанта;
- или 8 боевых машин пехоты, суммарной массой до 115 тонн;
- или 8 плавающих танков.

Для десанта предусмотрены 4 помещения на 140 мест. Вместо боевой техники помещение может быть оборудовано для размещения дополнительно ещё 366 человек (всего около 500 человек).
Загрузка и высадка десанта производится через аппарель, расположенную на носу.

## Строительство кораблей
Строительство первых четырёх ДКВП началось в 1983 году на судостроительных заводах Приморском судостроительном заводе и Судостроительном заводе «Море». Головной МДКВП пр.12322 под номером МДК-95 фактически являлся опытным, построен в 1986 году и после продолжительных испытаний вошёл в боевой состав ВМФ в 1988 году.
По результатам испытаний в конструкцию серийных кораблей внесены изменения, в том числе в состав радиоэлектронного вооружения.
К началу 1990-х годов в составе ВМФ СССР числились 8 МДКВП. После распада СССР и раздела Черноморского флота Россия забрала 5, Украине переданы 3 строевых корабля «Краматорск», «Горловка», «Артёмовск» и 2 недостроенных на верфях в Феодосии. Один из них («Донецк») в июне 1993 года достроен и введён в состав ВМС Украины. Впоследствии 3 из них списаны.
25 ноября 2014 года министр промышленной политики Республики Крым Андрей Скрынник сообщил о том, что на базе судостроительного завода «Море» в Феодосии планируется возобновить строительство десантных кораблей на воздушной подушке проекта «Зубр».
15 июня 2017 года было объявлено, что в 2018 году планируется возродить производство десантных кораблей на воздушной подушке проекта 12322 типа «Зубр». По словам представителей заводов «Море» и «Алмаз», начало строительства кораблей возможно не ранее 2019—2021 годов.

### Экспорт
- По контракту с Грецией в период с 2000 по 2004 годы проданы 4 корабля, которые вошли в состав ВМС Греции.
- Согласно заявлению представителя предприятия «Исследовательско-проектный центр кораблестроения» Украина приступила к выполнению контракта с КНР на поставку 4 кораблей на воздушной подушке типа «Зубр». По его словам, 2 корабля будут построены на Украине, а ещё 2 — в Китае с участием украинских специалистов. По сообщениям центра исследования армии, конверсии и разоружения в 2009 году украинские компании заключили контракт на поставку партии малых десантных кораблей на воздушной подушке типа «Зубр» Китаю на сумму 315 млн долларов США[5][6]. В сентябре 2012 года представители завода ФСК «Море» и ГК «Укрспецэкспорт» объявили о начале швартовых испытаний первого изготовленного по контракту корабля. 12 апреля 2013 года, согласно контракту, Китаю передан первый малый десантный корабль[7].

На вооружении:
- Греция — 4 единицы
- Китай — 1 + 3 (проект 958 «Бизон») единицы
- Россия — 2 единицы

## Состав серии
| Название                                        | Зав. №                                          | Заложен                                         | Спущен на воду                                  | Введён в состав флота                           | Списан                                          | Флот                                            | Статус                                          |
| Изготовитель: Приморский судостроительный завод | Изготовитель: Приморский судостроительный завод | Изготовитель: Приморский судостроительный завод | Изготовитель: Приморский судостроительный завод | Изготовитель: Приморский судостроительный завод | Изготовитель: Приморский судостроительный завод | Изготовитель: Приморский судостроительный завод | Изготовитель: Приморский судостроительный завод |
| ----------------------------------------------- | ----------------------------------------------- | ----------------------------------------------- | ----------------------------------------------- | ----------------------------------------------- | ----------------------------------------------- | ----------------------------------------------- | ----------------------------------------------- |
| МДК-95                                          |                                                 | 1983                                            |                                                 | 19861988                                        |                                                 |                                                 | Утилизирован                                    |
| МДК-51                                          | 100                                             | 23.02.1983                                      | 09.10.1985                                      | 10.10.1988                                      | 17.07.1997                                      |                                                 | Утилизирован                                    |
| МДК-122                                         | 101                                             | 1983                                            |                                                 | 02.01.1990                                      | 22.06.2005                                      |                                                 | Утилизирован                                    |
| МДК-50, с 17.08.2001 — «Евгений Кочешков»       | 102                                             |                                                 |                                                 | 30.10.1990                                      |                                                 | БФ РФ                                           | В строю                                         |
| МДК-94, с 12.03.2001 — «Мордовия»               | 103                                             |                                                 |                                                 | 15.10.1991                                      |                                                 | БФ РФ                                           | В строю                                         |
| МДК-118«Kefallonia» (L180)                      | 104                                             |                                                 |                                                 | 29.08.199420.12.2000                            |                                                 | БФ РФВМС Греции                                 | В строю                                         |
| МДК-119                                         | 105                                             |                                                 |                                                 | —                                               | 2005                                            |                                                 | Не достроен, разобран в 2005 году               |
| МДК-120                                         | 106                                             |                                                 |                                                 | —                                               |                                                 |                                                 | Не достроен, разобран к 2011 году               |
| «Kerkyra» (L182)                                | 107                                             | 25.05.2000                                      | 28.05.2001                                      | 2001                                            |                                                 | ВМС Греции                                      | В строю                                         |
| «Kakynthos» (L183)                              | 108                                             | 24.01.2003                                      | 25.07.2004                                      | 2004                                            |                                                 | ВМС Греции                                      | В строю                                         |
| Изготовитель: Судостроительный завод «Море»     |                                                 |                                                 |                                                 |                                                 |                                                 |                                                 |                                                 |
| МДК-57«Краматорськ» (U422)                      | 301                                             | 1983                                            |                                                 | 30.12.198831.12.1995                            | 11.06.1999                                      | ЧФ СССРВМС Украины                              | Утилизирован                                    |
| МДК-123«Артемівськ» (U424)                      | 302                                             | 1983                                            |                                                 | 30.12.198931.12.1995                            |                                                 | ЧФ СССРВМС Украины                              | Утилизирован                                    |
| МДК-93«Горлівка» (U423)н.д.                     | 303                                             | 17.02.1986                                      | 08.10.1991                                      | 30.12.199131.12.19952015                        |                                                 | ЧФ РФВМС УкраиныВМС КНР                         | В строю                                         |
| МДК-100«Донецьк» (U420)                         | 304                                             |                                                 |                                                 | 26.06.1993                                      | 23.07.2008                                      | ВМС Украины                                     | Утилизирован                                    |
| «Іван Богун» (U421)«Ithaki» (L181)              | 305                                             | 1993                                            | 09.12.2000                                      | 03.02.200117.02.2001                            |                                                 | ВМС УкраиныВМС Греции                           | В строю                                         |
| 3325                                            | 306                                             | н.д.09.2010                                     | 25.09.2012                                      | 12.04.2013                                      |                                                 | ВМС УкраиныВМС КНР                              | В строю                                         |
| 3326                                            | 307                                             |                                                 |                                                 | 28.12.2015                                      |                                                 | ВМС КНР                                         | В строю                                         |
| 3327                                            | 308                                             |                                                 |                                                 |                                                 |                                                 | ВМС КНР                                         | В строю                                         |

## В произведениях искусства

### Художественные фильмы
- Грань будущего (2014, Соединённые Штаты Америки)